# MC5
MC5 (Motor City Five) foi uma banda de rock formada em 1964 na cidade de Detroit, Michigan por Wayne Kramer (guitarra), Pat Burrows (baixo), Rob Tyner (vocais), Bob Gaspar (bateria) e Fred "Sonic" Smith (guitarra).

## História
A banda de Detroit MC5, foi precursora do garage rock e uma das primeiras a fundir a agressividade musical com idéias políticas.
O grupo iniciou suas atividades em 1964, tocando na escola e em festas, com o nome Motor City Five, e tendo como membros Rob Tyner (vocais), Fred "Sonic" Smith (guitarra), Wayne Kramer (guitarra), Pat Burrows (baixo) e Bob Gaspar (bateria). Com o tempo, Smith e Kramer decidem experimentar novos sons, passando a usar o feedback e a distorção nas guitarras. Este novo som, mais agressivo, leva a que Burrows e Gaspar saiam da banda, em 1965. Para o seu lugar entram Michael Davis (baixo) e Dennis Thompson (bateria), em 1966.
Com esta formação, os MC5 fazem vários concertos, destacando-se os efectuados no Grande Ballroom, de Detroit. O sucesso destes concertos chamam a atenção de John Sinclair (fundador do movimento White Panter).
Em 1967, Sinclair torna-se o manager da banda, e alguns meses depois, lançam o primeiro single I Can Only Give You Everything. No ano seguinte, num concerto em Chicago designado por Yippies' Festival of Life, a banda é contactada por Danny Fields, da editora Elektra Records A&R. Este contacto proporciona-lhes um contrato, e o seu primeiro álbum, Kick Out the Jams, gravado ao vivo no Grande Ballroom (1968), é lançado em 1969.
Com letras recheadas de idéias revolucionárias e muitos palavrões, o MC5 teve sérios problemas com a censura. Tornava-se comum ter suas apresentações fossem interrompidas pela policia. Como é o caso da faixa título do disco dizia: “Kick Out The Jams, Mother Fuckers!” (Vamos detonar, filhos da p***!). Horrorizada a gravadora fez com que a frase fosse modificada para “Kick Out The Jams, Brothers and Sisters” (Vamos detonar, irmãos e irmãs!).
Em 1970, assinaram contrato com a Atlantic (onde tiveram que se comportar), enquanto o empresário Sinclair, foi preso, por oferecer maconha a um policial de folga. Lançaram dois álbuns: Back In The USA , em 1970, que apresentava os clássicos Shaking Street e The American Ruse. Quando em 1971, lançaram o bombástico High Time, o grupo já minguava por não ter se acertado comercialmente. Pouco tempo depois, a banda se desfez. O seu último espetáculo foi no Grande Ballroom, na passagem de ano de 1972
Os integrantes do grupo continuaram a trabalhar no circuito underground, Fred Smith formou o Sonic's Rendezvous Band e não obteve muito sucesso lançando um único álbum em 1974, Wayne Kramer chegou a formar uma banda com Johnny Thunders chamada Gang War que não durou muito tempo e após vários anos preso por posse de drogas lançou vários álbuns como artista solo e fundou uma gravadora. Noticias sobre apresentações da banda, foram se tornando cada vez menos freqüentes até Rob Tyner sofrer um ataque cardíaco e morrer em 1991, Fred Smith morreu em 1994 da mesma forma.
Os MC5 ficam na história como um das bandas que mais influenciou a música punk,grunge, hard rock e o power pop.

## DKT/MC5

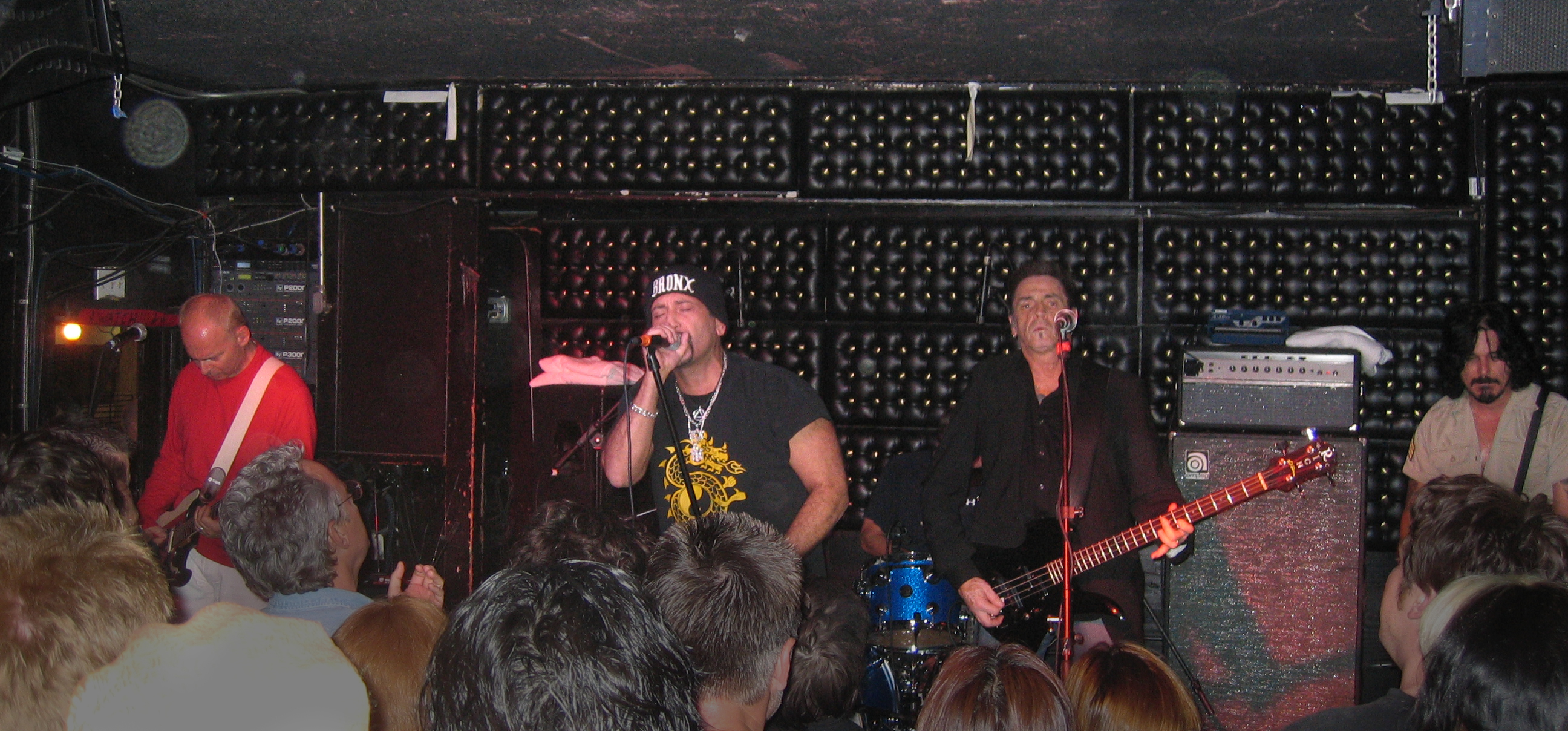
DKT MC5 com Handsome Dick Manitoba nos vocais

Em 2003 os membros remanescentes Wayne Kramer, Dennis Thompson e Michael Davis reformaram a banda chamando-a de DKT/MC5, a banda se apresenta desde então com participações especiais como vocalista e segundo guitarrista, dentre os convidados estão Handsome Dick Manitoba, Ian Astbury, Lemmy Kilmister, Dave Vanian e Nicke Royale. Com essa formação a banda não lançou álbuns somente um dos shows foi documentado no DVD Sonic Revolution: A Celebration of the MC5 - Live at London's 100 Club.
A banda se apresentou acompanhada nos vocais por Mark Arm (vocalista do Mudhoney) no festival "Campari Rock" em São Paulo no mês de agosto de 2005 para um público de aproximadamente 2.000 pessoas.

## Discografia

### Álbuns
- 1969: Kick out the Jams (Elektra Records, ao vivo)
- 1970: Back in the USA (Atlantic Records)
- 1971: High Time (Atlantic Records)

### Compilações
- 1983: Babes in Arms
- 1995: Black to Comm
- 1999: Looking At You
- 1999: 66 Breakout!
- 2000: The Big Bang: The Best of the MC5
- 2004: Purity Accuracy

### Com outros artistas
- 2004: A Tribute to Jet